# Nora Schultz
Nora Schultz (* 1975 in Frankfurt am Main) ist eine deutsche Konzept-, Installations- und Performancekünstlerin. Sie lebt und arbeitet in Wien.

## Leben und Werk
Nora Schultz studierte von 1998 bis 2005 Film und Malerei an der Städelschule in Frankfurt, 2005 am Bard College in New York und anschließend an der Stiftung Sommerakademie im Zentrum Paul Klee in Bern. Seit 2015 ist Nora Schultz Assistenzprofessorin für Visual and Environmental Studies an der Harvard University.
Nora Schultz’ Werk stellt sich in die Tradition der Postminimalistischen Kunst und Konzeptkunst der 1960er und 1970er. Raumsituationen und Architektur sind der Ausgangspunkt für ihre künstlerische Arbeit. Über akustische und atmosphärische Eingriffe entstehen skulpturale Soundarbeiten, Videos, Installationen und Performances. Sie arbeitete mehrfach mit Stahlstangen, Gummi, Metallblechen, Seilen und ähnlichen Materialien.

## Ausstellungen (Auswahl)

### Einzelausstellungen
- 2009: Nora Schultz, 10 9 8 7 6 5 4 3 2 1 0, Kölnischer Kunstverein, Köln[5]

### Gruppenausstellungen
- 2005: Wer von diesen sieben(…) Kunstverein Braunschweig, Braunschweig
- 2008: On Interchange - Zwischenspiele einer Sammlung Museum Kurhaus Kleve, Kleve
- 2009: Non-Solo Show, Non-group show mit Ei Arakawa, Nicolas Gambaroff und Nick Mauss, Kunsthalle Zürich, Zürich
- 2012: Etna Carrara, Villa Romana Preis 2011-2012 Ludwig Forum für Internationale Kunst, Aachen
- 2012: Ecstatic Alphabets/Heaps of Language Museum of Modern Art, New York
- 2013: Some end of things Kunstmuseum Basel Gegenwart, Basel
- 2014: Terminal + BMW Tate Live: Performance Room, Tate Gallery of Modern Art, London
- 2014: Ei Arakawa, Nora Schultz, Künstlerkollektiv Reena Spaulings, New York[6]
- 2017: Skulptur.Projekte, Münster (Westfalen)

## Auszeichnungen (Auswahl)
- 2005: Stipendium Ermenegildo Zegna
- 2011: Villa Romana Stipendium
- 2012: Stipendium der Stiftung Kunstfonds
- 2014: Stipendium Hessische Kulturstiftung, Wiesbaden[7]